# 屈生
屈生（？—？），羋姓，屈氏，名生，中国春秋时期楚国的莫敖，屈建的儿子。
前537年（鲁昭公五年、楚灵王四年、晋平公二十一年、郑简公二十九年、吴王馀眛七年），楚灵王认为屈申倾向吴国，就杀了他。让屈生做莫敖，派屈生和令尹子蕩到晋国迎接晋女。经过郑国，郑简公在汜地慰劳子蕩，在菟氏慰劳屈生。晋平公到邢丘送女儿，子产辅佐郑简公在邢丘会见晋平公。